# Klosstjärnen (Hällefors socken, Västmanland, 665354-143355)
Klosstjärnen är en sjö i Hällefors kommun i Västmanland och ingår i Göta älvs huvudavrinningsområde.